# Colletes hylaeiformis
Colletes hylaeiformis är en biart som beskrevs av Eduard Friedrich Eversmann 1852. Colletes hylaeiformis ingår i släktet sidenbin, och familjen korttungebin. Inga underarter finns listade i Catalogue of Life.